# Національна бібліотека Норвегії
Національна бібліотека Норвегії (норв. Nasjonalbiblioteket) — головна наукова бібліотека Норвегії, розташована в місті Осло. Національна бібліотека Норвегії одержує обов'язковий примірник всіх публікацій, що з'являються друком в Норвегії. Бібліотека була заснована в 1988 році.

## Історія
Історія національної бібліотеки Норвегії тісно пов'язана з історією самої держави, яка здобула незалежність лише в 1905 році, вийшовши з союзу зі Швецією. У 1815 році, після від'єднання від Данії, функції національної бібліотеки було надано бібліотеці університету Осло. З 1883 року почалася публікація національної бібліографії.
Врешті повноцінна національна бібліотека була створена лише в кінці XX століття — у 1988 році норвезький парламент проголосував за створення такої бібліотеки в столиці країни Осло. У 1999 році університетська бібліотека була переформована й деякі відділи перейшли в підпорядкування до новоствореної національної бібліотеки. Врешті 15 серпня 2005 року було відкрито нове приміщення національної бібліотеки. З цієї нагоди в 2005 році саме в Осло проводився 71-ий конгрес Міжнародної федерації бібліотечних асоціацій та установ.

## Фонди бібліотеки
- 2,9 млн книжок і журналів
- 135 000 карт
- 30 000 рукописів
- 50 000 мікрофільмів
- 200 000 оцифрованих зображень (онлайн)

До найдавніших документів бібліотеки належать Молитовник з Гедмарку (XIII ст.) та звід законів норвезького короля Магнуса Лагабетера (Магнуса VI) «Magnus Lagabøters Landslov» (XIV ст.) . Тут зберігаються рукописи та більшість листування норвезького письменника Генріка Ібсена, а також рукописи Кнута Гамсуна та його подружнє листування, придбане бібліотекою в 2002 році.

## Колекції та філії
У 1994 році функції національної бібліотеки перейшли з Бібліотеки університету Осло до новозаснованої бібліотеки, яка складається з двох корпусів.

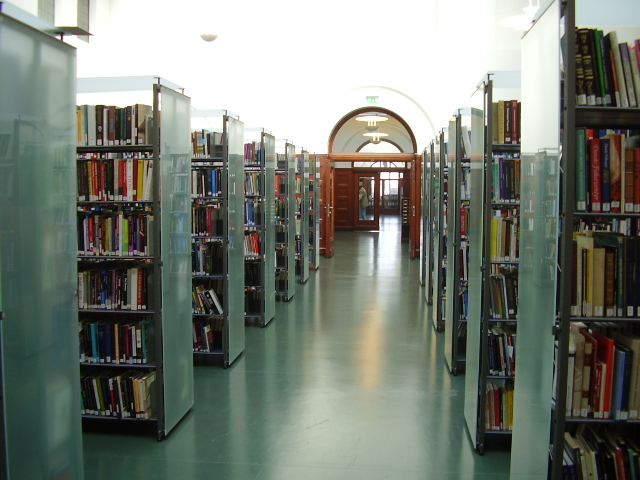
У книгосховищі Національної бібліотеки Норвегії

Головний корпус розташований у центрі Осло (Drammensveien 42). Це колишні приміщення університетської бібліотеки. Вестибюль бібліотеки прикрашений фресками Густава Вігеланда.
Філія бібліотеки в Му-і-Рана, яка була створена в 1989 році, розташована за полярним колом. Мета спорудження цієї філії — використати сухий і холодний клімат заполяр'я для збереження обов'язкових примірників всіх публікацій з Норвегії. Книгосховище має 4 поверхи, де розташовано 45 км книжкових полиць.
У 2006 році Національна бібліотека розпочала  систематичну оцифровку всіх своїх колекцій, щоб зберегти їх на майбутнє. За мету поставлено - зробити у вільному доступі онлайн більше зразків культурної спадщини.